# Montezuma (Kansas)
Pour les articles homonymes, voir Montezuma.
Montezuma est une ville américaine située dans le comté de Gray, au Kansas. Selon le recensement de 2020, sa population est de 975 habitants.